# チェーディ国

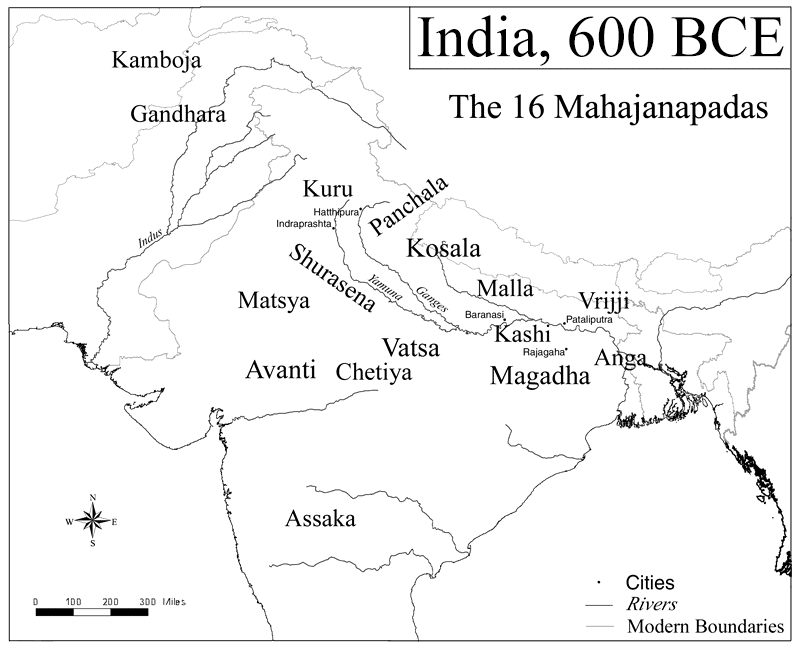
十六大国のひとつであるチェーディ国（Chedi）

チェーディ国（サンスクリット語 चेदि）あるいはチェーティ国は、古代インドの国名。プール族やヤドゥ族により統治された。叙事詩『マハーバーラタ』では重要な役割を果たす国であり、初期仏教の聖典『アングッタラ・ニカーヤ』の中でも、北道十六大国のひとつに数えられる。首都はシュクティマティ（सूक्तिमती）。

## 位置
現在のマディヤ・プラデーシュ州からウッタル・プラデーシュ州にかけての、カジュラーホーやジャーンシーなどを含むブンデールカンド地方に、だいたいあたる。ヤムナー川の南岸であり、ベートワー川（ヴェートラヴァティー川）に沿った地域である。

## 『マハーバーラタ』による歴史

### ウパリチャラ王
ウパリチャラ・ヴァス王（उपरिचर वसु）は、プール族に属するチェーディ国王である。「インドラ神と親しかった」と言われ、国力が強大であったことを窺わせる。ウパリチャラ王の治世には、鉱産物や農産物によって、国が潤っていたと伝えられている。コーラーハラ山を流れていたスークティマティー川を掘削して流路を変え、灌漑用水を整備して、首都スークティマティーを建設した。
ウパリチャラ王は、王子を総督として国内各地に派遣し、広大な領域を支配した。ブリハドラタ王子（बृहद्रथ）により統治されたマガダ国をはじめ、各国はウパリチャラ王に臣従し、帝国のような領域を形成していた。ウパリチャラ王は、金の布や花輪などで飾られた竹の柱を立ててインドラ神を祀った大祭を、毎年挙行したことで有名である。また、特殊な馬曳戦車に乗っていた。
ウパリチャラ王の妃ギリカー（गिरिका）は、コーラーハラ山の渓谷地方出身で、その兄は将軍に任命されていた。ヤムナー川の漁民出身の妃もおり、その妃との子たちが、マツヤ国の始祖となり、漁民たちがヤムナー川流域に広く展開する契機となった。

### シシュパーラ王
シシュパーラ王（शिशुपाल）は、ダマゴーシャ王（दमघोष）とその妃シュルタデーヴァーの間の王子である。シュルタデーヴァーは、パーンダヴァ五王子の母であるクンティーの妹であり、クリシュナの父であるヴァスデーヴァ（वासुदेव）の妹でもある。
パーンダヴァ五王子の二番目であるビーマの妻は、チェーディ国出身であり、シシュパーラ王の妹であったという記述がある。シシュパーラ王は、マガダ国のジャラーサンダ王（जरासन्ध）や、クル国のドゥルヨーダナ王（दुर्योधन）と友好関係にあり、同盟していた。しかし、パーンダヴァのビーマとは親しかったが、母方の伯父の息子にあたるクリシュナとは、敵対関係にあった。パーンダヴァの王ユディシュティラがラージャスーヤ祭を催している最中に争いとなり、シシュパーラ王はクリシュナに殺害された。

### ドリシュタケートゥ王
ドリシュタケートゥ王（धृष्टकेतु）は、シシュパーラ王の王子である。クルクシェートラの戦い(バラタ大戦争)では、パーンダヴァ五王子に味方して、チェーディ国軍・カーシー国軍・カルシャ国軍の将軍となって参戦した。巨大な馬曳戦車に乗って戦ったが、ドローナと戦って戦死した。
パーンダヴァ五王子の四番目であるナクラの妻カレーヌマティーは、チェーディ国の王女である。ドリシュタケートゥ王の妹であると、直接の言及はないが推測されている。

### サラバ王
シシュパーラ王の王子であるサラバ王が、ドリシュタケートゥ王の跡を継いだが、バラタ大戦争の後でパーンダヴァ五王子のアルジュナと争い、戦争となって殺害された。